# وینستون نتشونا
وینستون نتشونا (انگلیسی: Winston Ntshona؛ زادهٔ ۶ اکتبر ۱۹۴۱ – درگذشتهٔ ۲ اوت ۲۰۱۸) نمایش‌نامه‌نویس و هنرپیشه اهل آفریقای جنوبی بود.

## گزیدهٔ فیلم‌شناسی
- الماس خونین (۲۰۰۶)
- تارزان و شهر گمشده (۱۹۹۸)
- هوای آن بالاها (۱۹۹۴)
- گاندی (۱۹۸۲)